# Мягкова Аліна Сергіївна
Аліна Сергіївна Мягкова (рос. Алина Сергеевна Мягкова; нар. 15 січня 1999, Липецьк, Росія) — російська футболістка, захисниця збірної Росії.

## Життєпис
У дитинстві займалася футзалом, в 13-річному віці перейшла у великий футбол. Виступала за команду «Олімп» (Грязі / Старий Оскол, Липецька область), перший тренер — Дмитро Павлов. Також грала за команду «Чайка» (Усмань). Станом на 2017 рік займалася в СДЮСШОР № 27 «Сокіл» міста Москви, грала за цю команду в першому дивізіоні.
З 2018 року виступала на дорослому рівні за московський «Локомотив». Дебютний матч у вищій лізі Росії зіграла 4 травня 2018 року проти ЦСКА, замінивши на 90-й хвилині Яну Шеїну. По ходу сезону стала гравцем стартового складу, всього в сезоні 2018 року зіграла 10 матчів у чемпіонаті. У першій половині сезону 2019 року зіграла 12 матчів, а її команда стала срібним призером чемпіонату.
Влітку 2019 роки виїхала на навчання в США й почала виступати за один з американських клубів. З 2020 роки знову грає за «Локомотив», а в зимові місяці в США.
Виступала за молодіжну збірну Росії, де дебютувала в грудні 2017 року. У національній збірній дебютний матч зіграла 6 листопада 2018 року проти Сербії, відігравши всі 90 хвилин. Дебютним голом за збірну відзначилася 3 вересня 2019 року в воротах Естонії.